# Griphotherion peiranoi
Griphotherion peiranoi è un mammifero notoungulato estinto, appartenente ai tipoteri. Visse nell'Eocene medio (circa 45 - 42 milioni di anni fa) e i suoi resti sono stati ritrovati in Sudamerica. 

## Descrizione
Questo animale doveva assomigliare vagamente, come forma e dimensioni, a un'odierna marmotta. Il cranio era dotato di un rostro corto e leggermente ricurvo verso il basso; le orbite erano grandi e rappresentavano un terzo della lunghezza totale del cranio. Le arcate zigomatiche erano robuste ma non allargate, e l'osso jugale era piccolo e a forma di lama, contrariamente a quanto avveniva in forme simili come Campanorco e i mesoteriidi. L'osso ectotimpanico formava la bolla timpanica e il meato uditivo esterno; la bolla era a forma di sfera e prominente verso il basso. Il dotto uditivo esterno era corto e formava una curiosa struttura a imbuto. La mandibola era robusta e, in particolare, era dotata di una sinfisi notevolmente sviluppata e completamente fusa. Erano presenti quattro forami mentali e il ramo ascendente della mandibola era ben sviluppato.
Rispetto a forme simili come Campanorco, Griphotherion era dotato di un'area piatta ben sviluppata per l'origine del massetere, di canini ben sviluppati e per una notevole esposizione dorsale dell'osso frontale. Gli incisivi inferiori erano sporgenti in avanti, come negli archeoiracidi e nei tipoteri più evoluti (egetoteriidi e mesoteriidi). Non era presente alcun diastema tra i denti, e la formula dentaria era piuttosto arcaica: 3/3, 1/1, 4/4, 3/3. 

## Classificazione
Griphotherion peiranoi venne descritto per la prima volta nel 2011, sulla base di fossili ritrovati nella formazione Lumbrera (risalente all'Eocene medio) dell'Argentina nordoccidentale. Griphotherion è sicuramente un rappresentante dei tipoteri, un gruppo di notoungulati i cui rappresentanti si svilupparono nel corso del Cenozoico in Sudamerica andando a occupare le nicchie ecologiche che negli altri continenti erano appannaggio dei roditori e dei lagomorfi. 
Le caratteristiche "miste" di Griphotherion, tuttavia, non permettono di classificarlo in alcuna famiglia nota di tipoteri, e gli autori della prima descrizione hanno indicato che questo animale potrebbe essere vicino alla condizione ancestrale del gruppo più derivato di tipoteri, comprendente le famiglie Archaeohyracidae, Hegetotheriidae e Mesotheriidae. 